# میشل فورناسیر
میشل فورناسیر (انگلیسی: Michele Fornasier؛ زادهٔ ۲۲ اوت ۱۹۹۳) بازیکن فوتبال اهل ایتالیا است.
از باشگاه‌هایی که او در آن بازی کرده‌، می‌توان به باشگاه فوتبال فیورنتینا، باشگاه فوتبال سمپدوریا، باشگاه فوتبال دلفینو پسکارا و باشگاه فوتبال منچستر یونایتد اشاره کرد.
میشل فورناسیر همچنین در تیم‌های ملی فوتبال زیر ۱۶ سال ایتالیا و زیر ۱۹ سال ایتالیا بازی کرده‌است.